# Kunit
Kunit je způsob výroby plyšového propletu.
Technologie Kunit (spolu s variantou Multiknit) byla vyvinuta v 90. letech 20. století u německé firmy Karl Mayer.

## Princip kunitu
Proplet se vyrábí z vláken vytažených z překládané pavučinky nebo rouna bez použití vazné niti.
Proplétací ústrojí je vybaveno oscilujícím kartáčkem, který při vniku dvoudílné proplétací jehly (s kulatou špičkou) do pavučinky od mykacího stroje sbaluje vlákna do válcovitého útvaru. Proplétací jehla tvoří při každé otáčce stroje z části vláken smyčku a ze zbývající části vláken vzniká spojení na způsob řetízkové vazby obepínající dolní části smyček jako nosná plocha vlasové textilie.

## Výroba plyše na proplétacím stroji
Kunitový plyš se vyrábí z vláken s délkou 40–120 mm a jemností 1,7–3,3 dtex, smyčky mohou mít výšku 1–5 mm. Na stroji s max. 8 jehel / cm s prac. šířkou do 2800 mm se dosahuje rychlost 1200 obr./min.
K finální úpravě plyše patří: laminování podkladového propletu, počesávání, postřihování, hlazeni.
Plyše s hmotností 90–700 g/m2 se dají používat na potahy sedadel a stěn v autech, filtry, podšívky, potahy hraček.
Technologií Multiknit se vyrábějí plyše se smyčkami na lícní i rubní straně propletu.

## Kunit v 21. století
Ve 2. dekádě 21. století jsou veřejně známé jen ojedinělé případy praktického použití kunitu. Údaje o vyráběném množství nejsou publikovány. 